# 위키 호스팅 서비스
위키 호스팅 서비스 또는 위키 팜(wiki farm)은 개인이 독립적 위키들을 만드는 것을 편리하게 하기 위한 도구들을 지원하는 서버 및 서버 팜이다. 위키 호스팅 서비스는 같은 서버에 여러 위키가 존재하는 것과는 구별된다.
위키 호스팅 서비스 이전에는, 위키를 실행하기를 원할 때 직접 위키 소프트웨어를 설치하고 서버를 관리해야만 했다. 위키 호스팅 서비스를 통해, 호스팅 관리자는 기반이 되는 위키 코드를 서버에 설치하고, 중앙에서 서버를 유지하며, 각 위키의 기능들을 실행하는 코드를 공유하는 위키들의 내용을 저장할 공간을 서버에 만든다.
온라인 사용자와 커뮤니티들은 영리 및 비영리 위키 호스팅 서비스를 이용할 수 있다. 대부분의 위키 호스팅 서비스들이 자유롭게 위키 설립을 허용하지만, 제한을 두는 곳들도 있다. 많은 수의 위키 호스팅 서비스 기업들은 광고 삽입을 통해 수익을 얻으며, 종종 광고 중지를 대가로 달마다 비용을 받기도 한다.
주요 위키 호스팅 서비스들은 2000년대 중반부터 이어져 오고 있으며, 팬덤(2004), PBworks(2005), Wetpaint(2005), Wikispaces(2005), Wikidot(2006) 등이 이에 속한다.